# Elfin MS8 Clubman
El Elfin MS8 Clubman es el sucesor del Elfin MS7, un vehículo propulsado por un motor Chevrolet V8, ganador de varias competiciones en Australia durante los años 1970.
Las ventas comenzaron en julio de 2006 con un precio de 98.990 dólares australianos. Se fabrican aproximadamente 100 unidades anuales junto a su modelo hermano, el Streamliner. En el Reino Unido se empezó a vender en abril de 2007, importados por Walkinshaw Performance.

## Diseño
El Elfin MS8 Clubman fue diseñado por Elfin y realizado por el equipo de diseño de Holden con Mike Simcoe como jefe. El modelo fue presentado en el Salón del Automóvil de Melbourne de 2004.

## Especificaciones
El Clubman tiene tres especificaciones distintas: Sportster, Roadster and Racer. Todos tienen la misma configuración de carrocería. El Sportster está homologado para carretera, equipado con un pequeño parabrisas. El Roadster añade un parabrisas de tamaño normal extraíble y puertas extraíbles; y el Racer es un monoplaza exclusivamente para competición. El Streamliner tiene una carrocería cerrada estilo Le Mans.

## Rendimiento
Según el fabricante:
- Velocidad máxima: 280 km/h
- 400 metros desde parado: 12,5 s
- Aceleración de 0-100 km/h: 4,4 segundos

## Especificaciones técnicas
- Motor: GM V8 de tercera generación de 5,7 litros.
- Potencia: 329 HP (245 kW)
- Caja de cambios de 6 velocidades
- Diferencial de deslizamiento limitado (LSD)
- Control de tracción
- ABS
- Control de crucero
- Suspensión trasera independiente
- Suspensión delantera independiente
- Amortiguadores Koni, ajustables en dureza, rebote y altura
- Discos de freno ranurados y ventilados en las cuatro ruedas
- Dirección por piñón y cremallera
- Pedales ajustables con regulación de desviación de frenado
- Llantas de aleación de 18 pulgadas